# Kin Dushi
Kin Dushi (ur. 27 maja 1922 w Shirokë, zm. 6 kwietnia 1994) – albański pisarz i dziennikarz, dysydent.

## Życiorys
W wieku 10 lat został osierocony, więc część swojego dzieciństwa spędził w domu dziecka w Tiranie, jednak przeniósł się do Elbasanu, gdzie ukończył szkołę średnią. Podczas II wojny światowej ugruntował swoje komunistyczne poglądy oraz dołączył do Armii Narodowo-Wyzwoleńczej, gdzie służył w brygadzie dowodzonej przez Gjina Marku; był następnie więźniem obozu koncentracyjnego w Prisztinie. Swoje przeżycia jako więzień tegoż obozu opisał w opublikowanym w 1951 roku dzienniku pod tytułem Në gojën e ujkut.
W latach 1949–1952 studiował literaturę w Związku Radzieckim, po powrocie do Albanii uczestniczył w powstaniu czasopisma Zëri i Popullit, gdzie pracował jako dziennikarz. W latach 1955 i 1956 został uhonorowany państwowymi nagrodami za swoją twórczość literacką. W 1960 roku napisał scenariusz do filmu Vallëzimi i shqipeve reżyserii Endriego Keko.
Uznany przez albańskie władze za wroga ludu, w październiku 1967 roku został aresztowany i skazany na 8 lat pozbawienia wolności; wszystkie jego utwory zostały wówczas zdelegalizowane. Po zwolnieniu z odbywania kary w 1975 roku rozpoczął pracę jako robotnik budowlany.
W 1985 roku I sekretarz Albańskiej Partii Pracy Ramiz Alia docenił działalność Kina Dushiego w trakcie II wojny światowej. Trzy lata później Dushi wrócił do literatury, jednak pod koniec życia całkowicie stracił wzrok, zmarł w 1994 roku.

## Twórczość
- Autobiografia[2]
- Në qiell shkëlqen vetëm një yll[2]
- Një emër mes yjeve[2]
- Në gojën e ujkut (1951; dziennik)[4][3]
- Udha e Velanit (1955)[2][3]
- Kronikë e vendit tim (1961)[2][3]
- Banorët e shkallës nr. 6 (1962)[3]
- Banorët e shkallës nr. 5 (1963)[2]
- Njeriu me proteza (utwór niedokończony)[2]